# Anna Hopkins
Anna Hopkins (ur. 12 lutego 1987 w Montrealu) – kanadyjska aktorka, która wystąpiła m.in. w serialach The Expanse, Arrow i Defiance.

## Filmografia

### Filmy
| Rok  | Tytuł                                      | Rola           | Uwagi       |
| ---- | ------------------------------------------ | -------------- | ----------- |
| 2005 | Stranger                                   | Marie          | krótkometr. |
| 2007 | Reality Check                              | Shannon        | krótkometr. |
| 2010 | Świat według Barneya                       | Kate Panofsky  |             |
| 2013 | Wielkie uwodzenie                          | Helen (głos)   |             |
| 2013 | It Was You Charlie                         | Madeleine      |             |
| 2014 | Cazzette: Sleepless                        |                | krótkometr. |
| 2014 | Julia Julep                                | Alex           | krótkometr. |
| 2014 | Les maîtres du suspense                    | Alyssa         |             |
| 2015 | Girl Couch                                 | Meredith       | krótkometr. |
| 2015 | Kopciuszek w świecie mody (After the Ball) | Simone         |             |
| 2015 | Never Happened                             | Sharon         | krótkometr. |
| 2015 | The Boy                                    | The Girl       | krótkometr. |
| 2016 | Jean of the Joneses                        | Maxine         |             |
| 2018 | Final Offer                                | Olivia         | krótkometr. |
| 2018 | The Give and Take                          | Mom            | krótkometr. |
| 2018 | Red Rover                                  | Maya           |             |
| 2020 | Tin Can                                    | Fret / Gold    |             |
| 2021 | V/H/S/94                                   | Holly Marciano |             |
| 2023 | Underpaint                                 | Anna           | krótkometr. |

### Telewizja
| Rok             | Tytuł                    | Rola                    | Uwagi              |
| --------------- | ------------------------ | ----------------------- | ------------------ |
| 2005            | Dziewczyny z przemytu    | Katerina                | miniserial, 4 odc. |
| 2006            | Circle of Friends        | Lesley Wilson           | film TV            |
| 2007            | Fala śmierci             | Mel                     | miniserial, 2 odc. |
| 2007            | Too Young to Marry       | Sophie                  | film TV            |
| 2007            | The Dead Zone            | kelnerka                | 1 odc.             |
| 2009            | Pod ścianą               | młoda kobieta           | film TV            |
| 2013            | Nikita                   | Kate Barrett            | 1 odc.             |
| 2014–2015       | Defiance                 | Jessica 'Berlin' Rainer | 21 odc.            |
| 2014–2015       | Flash                    | Samantha Clayton        | 2 odc.             |
| 2014–2017       | Arrow                    | Samantha Clayton        | 5 odc.             |
| 2015            | Zagubiona tożsamość      | Brinkley White          | 1 odc.             |
| 2017            | Lâcher prise             | Nina                    | 2 odc.             |
| 2017            | Okup                     | Annie Kapila            | 2 odc.             |
| 2017            | Dark Matter              | Ambrosia                | 1 odc.             |
| 2018            | Killjoys                 | Fairuza                 | 2 odc.             |
| 2018            | Bad Blood                | Teresa Langana          | 8 odc.             |
| 2018–2019       | Shadowhunters            | Lilith                  | 14 odc.            |
| 2018, 2020-2022 | The Expanse              | Monica Stuart           | 20 odc.            |
| 2020            | Island of Shadows        | Carly Travers           | film TV            |
| 2020            | Nowe życie               | Selena Ruis             | 1 odc.             |
| 2020            | For the Record           | Angela                  | 2 odc.             |
| 2022            | Duff i Wazowski          | Lorraine Lennon         | 2 odc.             |
| 2022–2023       | Children Ruin Everything | Disaster Mom            | 4 odc.             |
| 2023            | Ride                     | Laura Booker            | 1 odc.             |